# Wybory parlamentarne w II Rzeszy Niemieckiej w 1871 roku

Mapa wyborów parlamentarnych w 1871 roku.

Wybory parlamentarne w II Rzeszy Niemieckiej w 1871 roku były pierwszymi wyborami parlamentarnymi jakie przeprowadzono w historii II Rzeszy Niemieckiej. Odbyły się one 3 maja 1871 roku. W wyborach zwyciężyła Niemiecka Partia Narodowo-Liberalna (Nationalliberale Partei; NLP), która zdobyła 125 miejsc w Reichstagu. Na drugim miejscu znalazła się chadecka Partia Centrum (Deutsche Zentrumspartei) z 63 mandatami, a trzecią pozycję pod względem ilości mandatów osiągnęła Niemiecka Partia Konserwatywna (Deutschkonservative Partei; 57 mandatów). W Reichstagu znalazły się również partie liberalne (socjalliberalne i konserwatywnego liberalizmu) oraz ugrupowania mniejszości narodowych (m.in. Polaków i Duńczyków).

## Wyniki wyborów
| Partia polityczna                         | Głosy     | %    | Miejsca |
| ----------------------------------------- | --------- | ---- | ------- |
| Niemiecka Partia Narodowo-Liberalna (NLP) | 1 171 000 | 30.1 | 125     |
| Niemiecka Partia Centrum (DZ)             | 724 000   | 18.6 | 63      |
| Niemiecka Partia Konserwatywna (DKP)      | 549 000   | 14.1 | 57      |
| Niemiecka Partia Rzeszy (DRP)             | 346 000   | 8.9  | 37      |
| Niemiecka Partia Postępowa (DFP)          | 342 000   | 8.8  | 46      |
| Partia Imperialno-Liberalna (LRP)         | 281 000   | 7.2  | 30      |
| Frakcja Polska (PF)                       | 176 000   | 4.6  | 13      |
| Partia Socjaldemokratyczna (SPD)          | 124 000   | 3.2  | 2       |
| Partia Niemiecko-Hanowerska (DHP)         | 52 000    | 1.4  | 6       |
| Partia Duńska (DP)                        | 25 000    | 0.7  | 1       |
| Niemiecka Partia Ludowa (DtVP)            | 19 000    | 0.5  | 1       |
| Inne                                      | 79 000    | 2.0  | 1       |
| Głosy puste i nieważne                    | 275 500   | –    | –       |
| Łącznie                                   | 4 163 500 | 100  | 382     |
| Frekwencja                                | 7 656 200 | 52.0 | –       |
| Źródło: DGDB                              |           |      |         |

| Wybory parlamentarne w II Rzeszy Niemieckiej w 1871 roku | Wybory parlamentarne w II Rzeszy Niemieckiej w 1871 roku | Wybory parlamentarne w II Rzeszy Niemieckiej w 1871 roku | Wybory parlamentarne w II Rzeszy Niemieckiej w 1871 roku | Wybory parlamentarne w II Rzeszy Niemieckiej w 1871 roku |
| -------------------------------------------------------- | -------------------------------------------------------- | -------------------------------------------------------- | -------------------------------------------------------- | -------------------------------------------------------- |
|                                                          |                                                          | % głosów                                                 |                                                          |                                                          |
| NLP                                                      |                                                          | 30,1                                                     |                                                          |                                                          |
| DZ                                                       |                                                          | 18,6                                                     |                                                          |                                                          |
| DKP                                                      |                                                          | 14,1                                                     |                                                          |                                                          |
| DRP                                                      |                                                          | 8,9                                                      |                                                          |                                                          |
| DFP                                                      |                                                          | 8,8                                                      |                                                          |                                                          |
| LRP                                                      |                                                          | 7,2                                                      |                                                          |                                                          |
| PF                                                       |                                                          | 4,6                                                      |                                                          |                                                          |
| SPD                                                      |                                                          | 3,2                                                      |                                                          |                                                          |
| DHP                                                      |                                                          | 1,4                                                      |                                                          |                                                          |
| DP                                                       |                                                          | 0,7                                                      |                                                          |                                                          |
| DtVP                                                     |                                                          | 0,5                                                      |                                                          |                                                          |
| inne                                                     |                                                          | 2,0                                                      |                                                          |                                                          |
|                                                          |                                                          |                                                          |                                                          |                                                          |